# 藤本勲

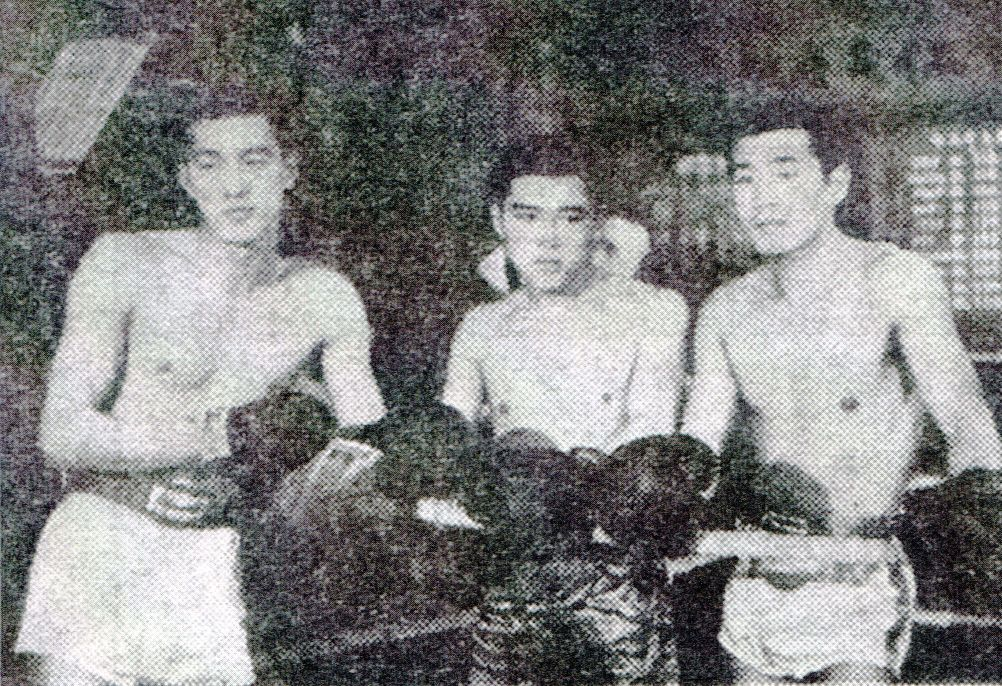
秋田書店『冒険王』第19巻第5号(1967)より藤本勲(左)、菊池功(中)、沢村忠(右)

藤本 勲（ふじもと いさお、1942年1月24日 - 2020年5月5日）は、日本のキックボクサー。本名は姓は同じで名が洋司（ようじ）。

## 人物
山口県長門市出身。剛柔流空手二段。51戦40勝32KO11敗（生涯戦績）。現役時代は膝蹴りを得意とし、”ヒザ蹴りジャックナイフ”の異名をとった。
1968年、東映映画『ごろつき』に出演。キックボクシングのスパーリングで主演の高倉健をノックアウトするチャンピオンの役であった。他に東洋ミドル級チャンプの沢村忠、東洋ライト級チャンプの西川純、全日本ヘビー級1位の斉藤天心が出演していた。
現役引退後は目黒ジムの会長代行を行い、99年に会長職。名称を目黒藤本ジムと改名した。藤本体制化では、小野寺力、石井宏樹、勝次、緑川創、HIROYUKIなどを育て上げ、名伯楽として知られた。
2018年末頃から間質性肺炎を患い、入退院を繰り返していたが、2019年12月8日、新日本キックボクシング興行にて引退を宣言。同時に会長職も辞した。翌年1月30日には目黒藤本ジムも閉鎖した。
2020年5月5日に78歳で死去。

## 来歴
- 1966年6月、目黒ジムよりプロデビュー。
- 1969年2月26日、ルンピニー・スタジアムでコクデノイを膝蹴りでKO。
- 1970年12月、引退。
- 2010年12月25日、「日本プロスポーツ大賞」のスポーツ功労者として「文科大臣顕彰」を受賞。キックボクシング界では初の受賞となった。

## 獲得タイトル
- 日本ヘビー級（67kg級）王座
- 東洋ミドル級王座
- 日本プロスポーツ大賞功労賞受賞（2度）